# Torfbahn Mokeicha-Sybinskoje
| Torfbahn Mokeicha-Sybinskoje | Torfbahn Mokeicha-Sybinskoje |
| ---------------------------- | ---------------------------- |
| ТУ7А - № 3333 mit Güterzug   |                              |
| Torfbahn Mokeicha-Sybinskoje |                              |
| Streckenlänge:               | 15 km                        |
| Spurweite:                   | 750 mm (Schmalspur)          |
|                              |                              |

Die Torfbahn Mokeicha-Sybinskoje (russisch Узкоколейная железная дорога Мокеиха-Зыбинского торфопредприятия, transkribiert Uskokoleinaja schelesnaja doroga Mokeicha-Sybinskowo torfopredprijatija, transliteriert Uzkokolejnaja železnaja doroga Mokeicha-Zybinskogo torfopredprijatija, „Schmalspurbahn des Torfbetriebes Mokeicha-Sybinskoje“) ist eine Schmalspurbahn bei der Siedlung Oktjabr im Nekousski rajon der Oblast Jaroslawl in Russland.

## Geschichte
Die 15 km lange Feldbahn wurde 1950 in Betrieb genommen und ist noch das ganze Jahr über in Betrieb (2016). Sie hat eine Spurweite von 750 mm. Sie wird heute für den Torftransport und zur Beförderung von Arbeitern genutzt. Eine Torffabrik wurde 2015 in Betrieb genommen.

## Schienenfahrzeuge

### Lokomotiven
- Diesellok der SŽD-Baureihe ТУ7A - № 0727, 0904, 0952, 1677, 2908, 3333
- Diesellok der SŽD-Baureihe ТУ6Д - № 0274
- Fahrbares Kraftwerk ЭСУ2а - № 044, 268, 929, 999
- Draisine ПД1 - № 781

### Güter- und Personenwagen
Es gibt mehrere offene und geschlossene Güterwagen, Personenwagen, Feuerlösch-Tankwagen, Schüttgutwagen für den Schottertransport beim Gleisbau sowie mindestens einen Schneepflug und einen Schienendrehkran des Typs KJU-O (№ 8) sowie einen Gleisbaukran PPR2ma.

## Galerie

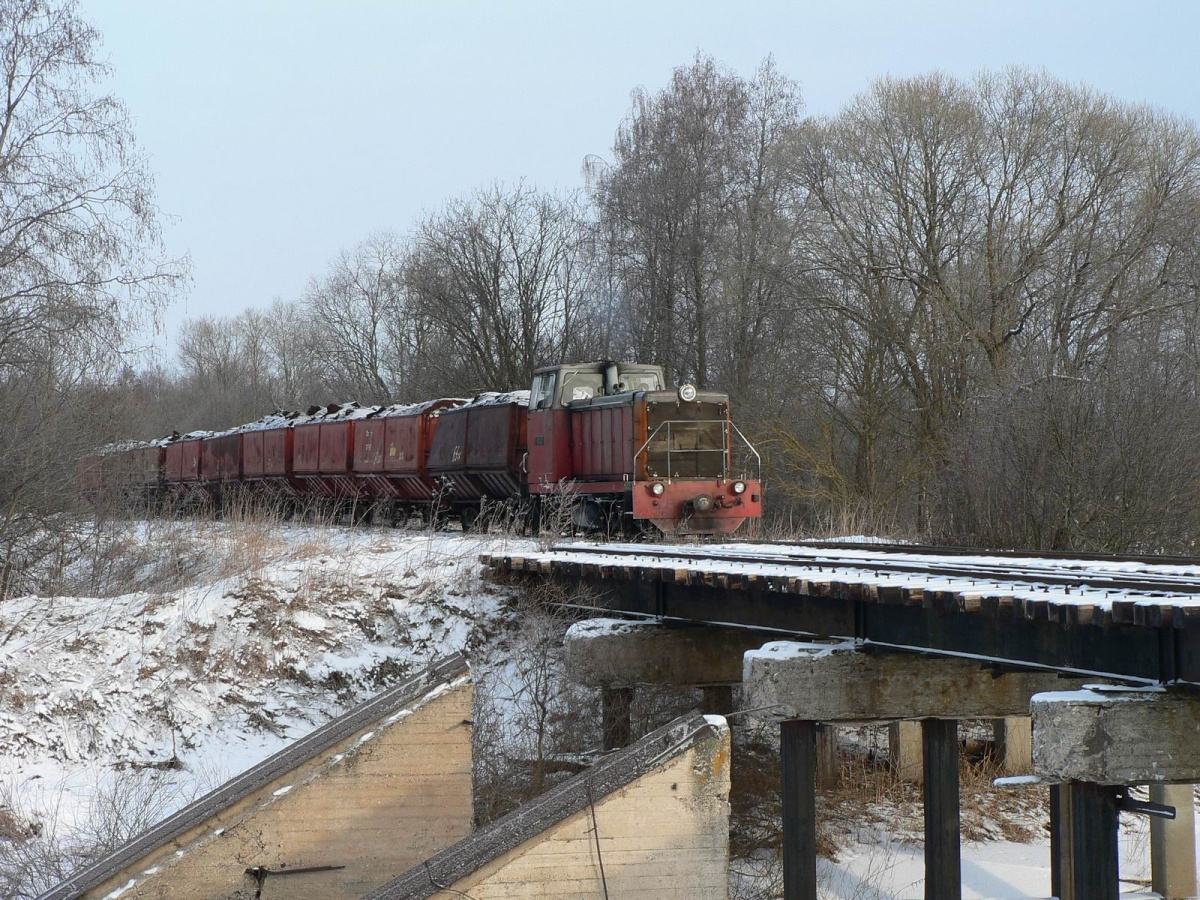
Diesellok der SŽD-Baureihe ТУ7А - № 3333 mit Güterzug
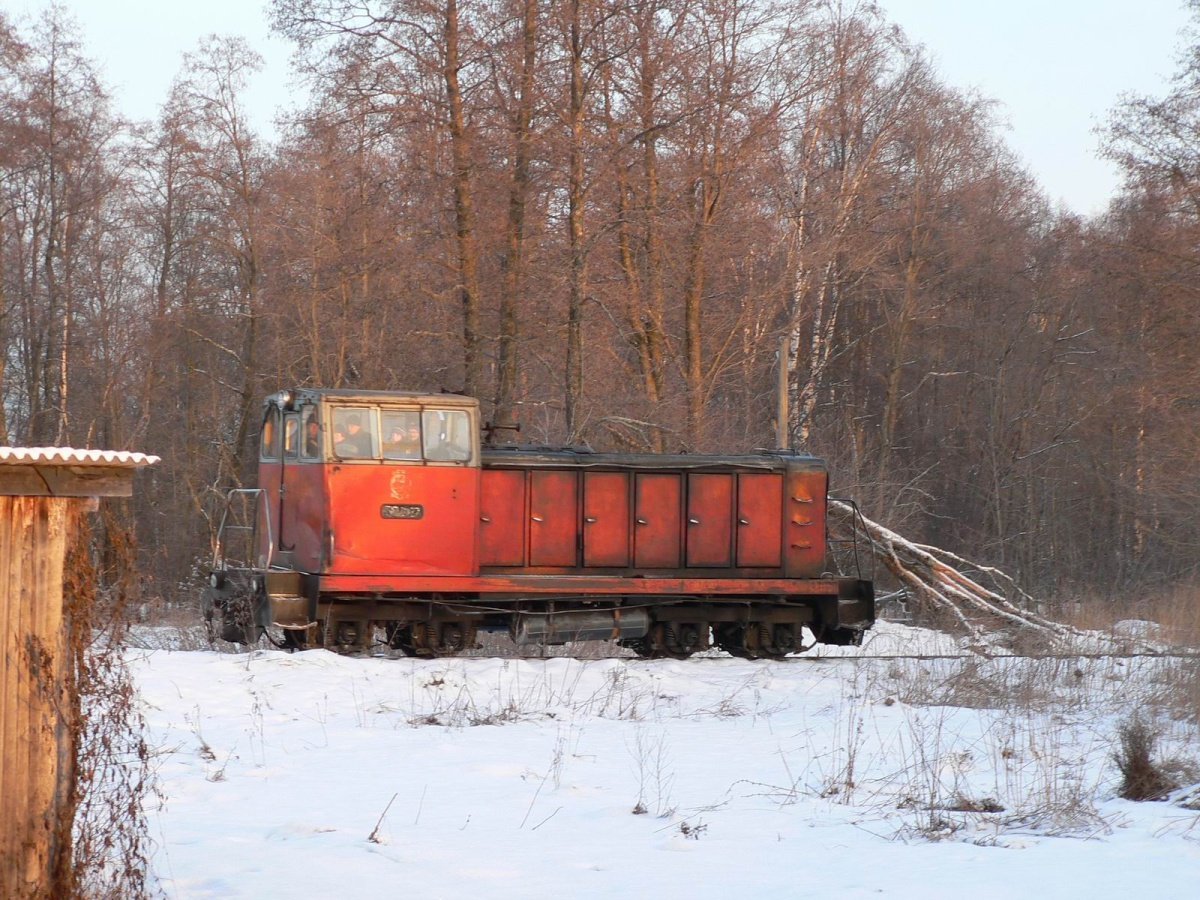
Diesellok der SŽD-Baureihe ТУ7 - № 0727
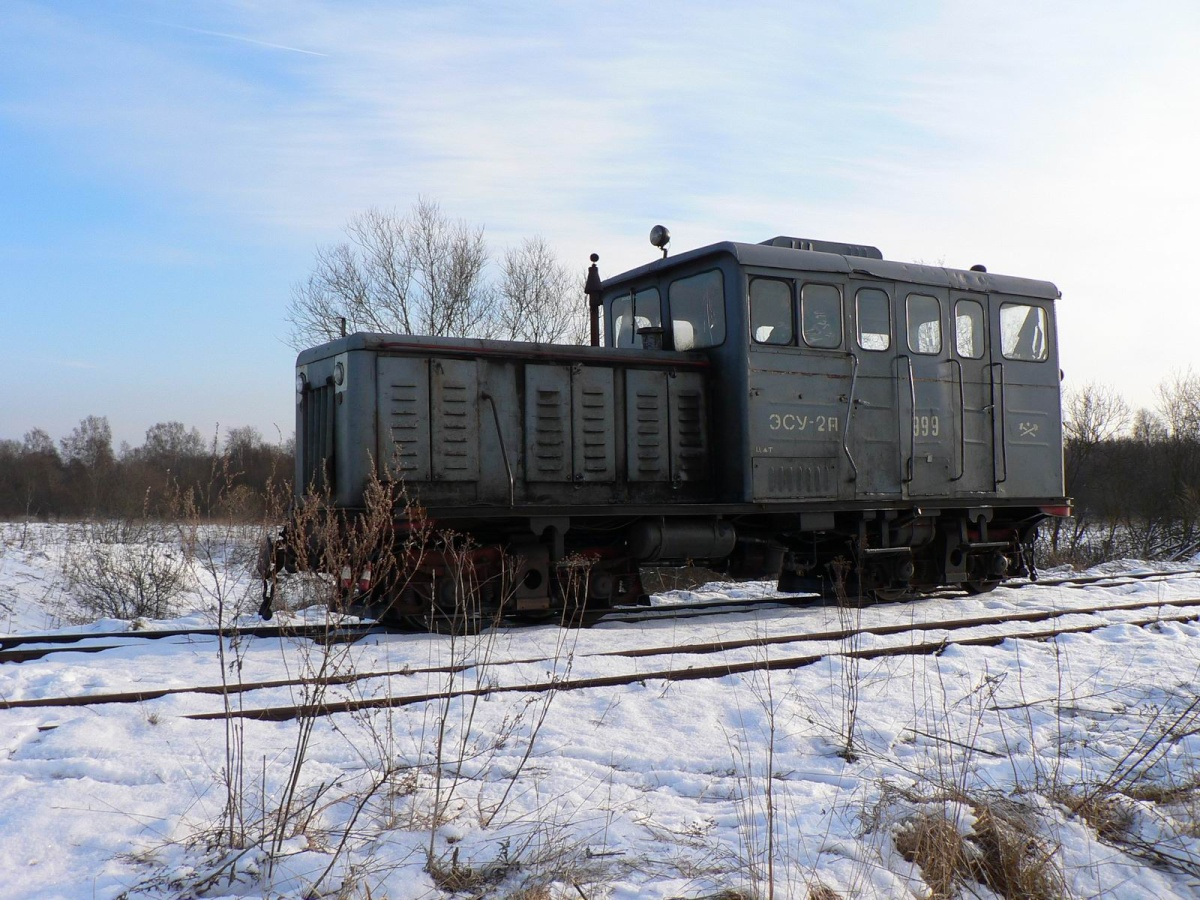
Diesellok ЭСУ2а - № 999
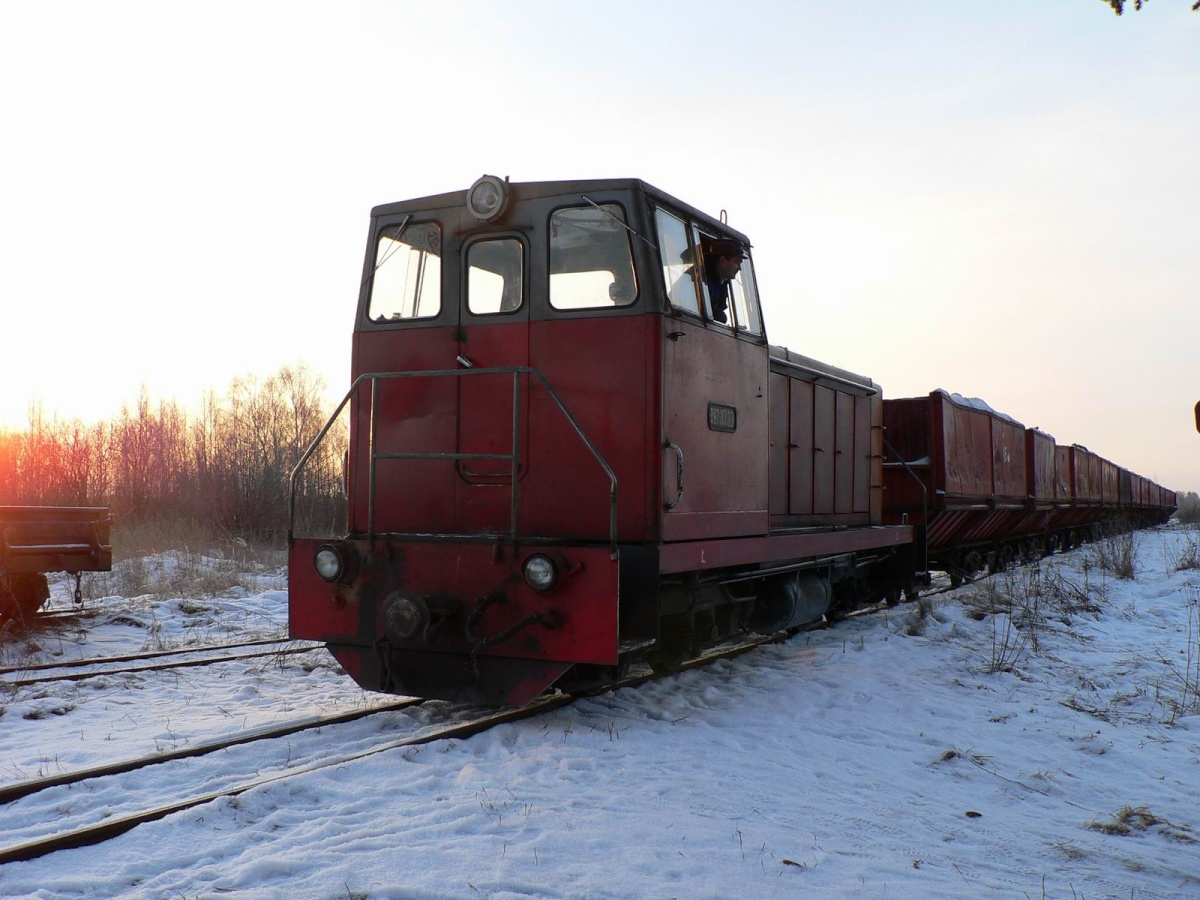
Diesellok der SŽD-Baureihe ТУ7А - № 3333 mit Güterzug
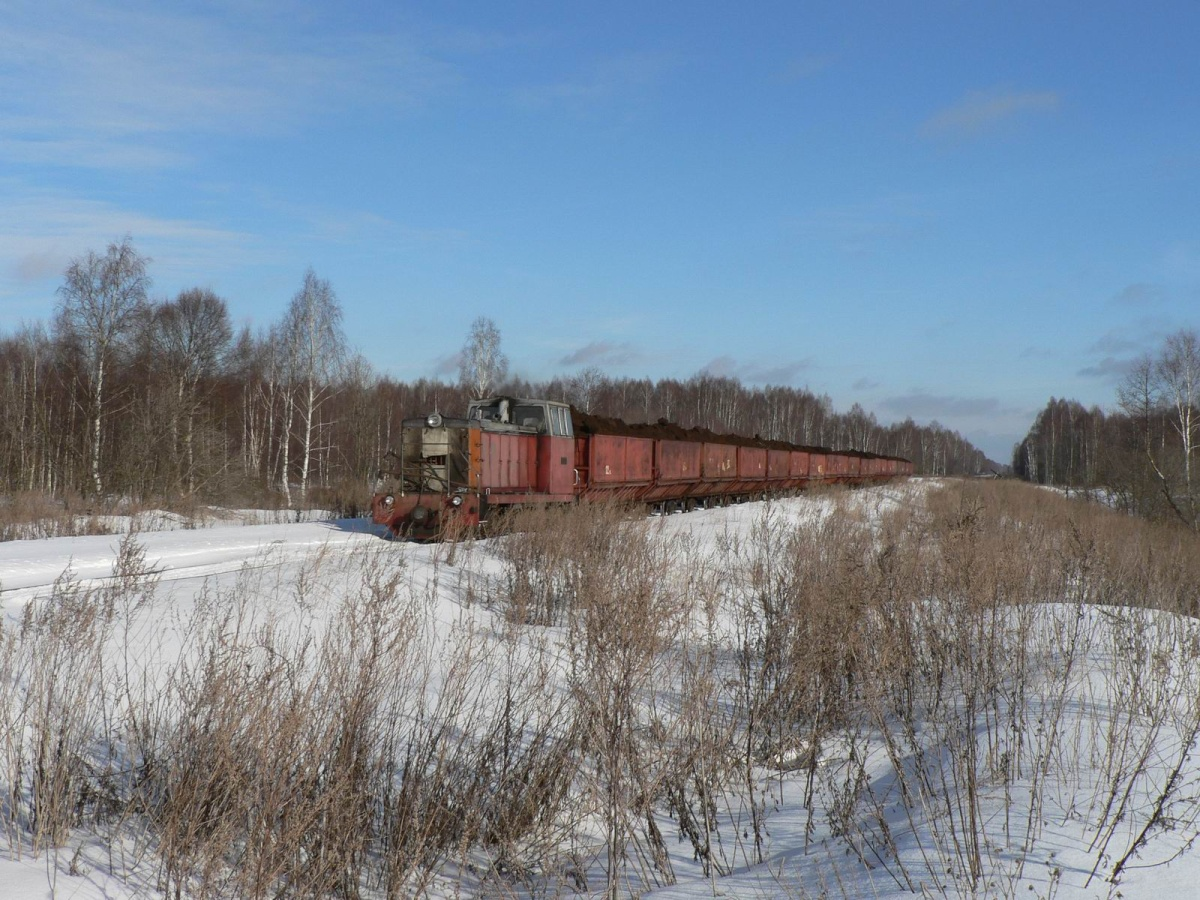
Diesellok der SŽD-Baureihe ТУ7А - № 3333 mit Güterzug
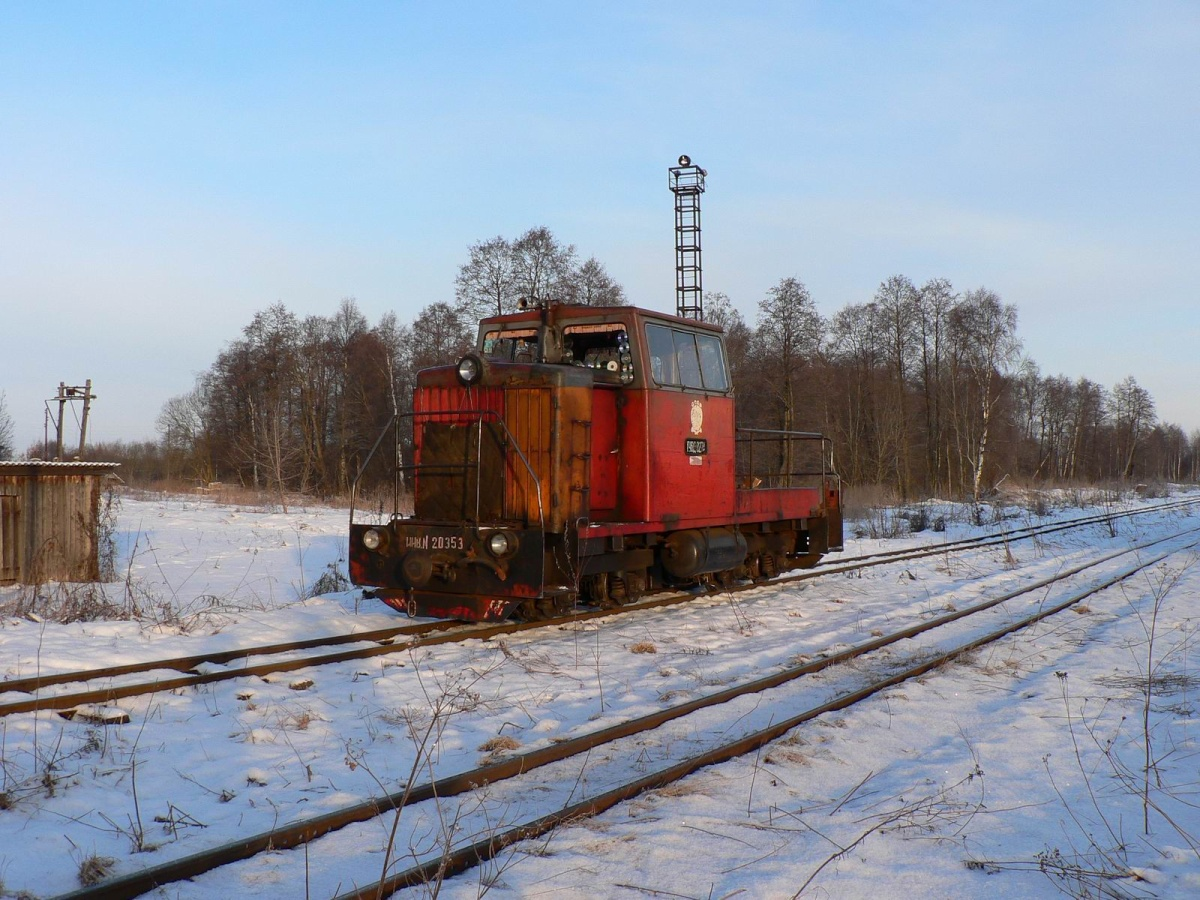
Diesellok der SŽD-Baureihe ТУ6Д - № 0274